# Instalacija (umetnost)
V likovni umetnosti pomeni instalacija (angl. installation art) postavitev tridimenzionalnih del v točno določen prostor z namenom transformacije zaznave in pojmovanja tega prostora.
Instalacije ni mogoče doživeti samo z zunanjim opazovanjem. Potrebno jo je izkusiti v realnem prostoru in času. Velikokrat je več-medijsko (multimedija) in interaktivno likovno delo.
Prve instalacije so se pojavile že na začetku moderne umetnosti. Razcvet je doživela v drugi polovici 20. stoletja. Na Slovenskem se je začela uveljavljati šele proti koncu 20. stoletja (Marko A. Kovačič, Rene Rusjan, Roman Makše, Lujo Vodopivec, Marjetica Potrč, ...).

## Vir
- Muhovič, Jožef (2015). Leksikon likovne teorije : slovar likovnoteoretskih izrazov z ustreznicami iz angleške, nemške in francoske terminologije. Celje : Celjska Mohorjeva družba. COBISS 281147904. ISBN 978-961-278-198-9.
- Razširjeni prostori umetnosti - Slovenska umetnost 85-95, Moderna galerija Ljubljana, 2004, ISBN 961-206-040-1